# Gustav Abel
Gustav Abel (né le 25 janvier 1902 à Vienne, mort le 2 juin 1963 dans la même ville) est un chef décorateur autrichien.

## Biographie
Abel étudie de 1917 à 1922 à l'université des arts appliqués de Vienne auprès de Josef Hoffmann, Oskar Strnad et Carl Witzmann. Il travaille comme assistant de décoration à Vienne, Berlin et Prague pendant plusieurs années. En 1937, il s'installe à Rome et entre au service de la société de production Scalera Film. Il participe à 22 productions à grande échelle en tant que chef décorateur.
En 1944, il retourne à Vienne et tient jusqu'en 1955 un poste d'enseignant en photographie argentique à l'académie des beaux-arts de Vienne.

## Filmographie
- 1925 : Célimène, la poupée de Montmartre
- 1926 : Der Rastelbinder
- 1939 : Le sorprese del divorzio (it)
- 1939 : Papà per una notte (it)
- 1939 : Il socio invisibile (it)
- 1940 : Le Pont de verre (it)
- 1940 : Il signore della taverna
- 1940 : Le Pont des Soupirs (it)
- 1940 : Lucrezia Borgia
- 1941 : La Tosca
- 1941 : La compagnia della teppa (it)
- 1941 : L'Archange au masque noir
- 1941 : È caduta una donna (it)
- 1942 : Capitaine Tempête (it)
- 1942 : La Dame de l'Ouest
- 1942 : Tragica notte
- 1942 : Le Lion de Damas
- 1942 : Arriviamo noi! (it)
- 1942 : Perdizione (it)
- 1942 : Dans les catacombes de Venise
- 1943 : Sant'Elena, piccola isola
- 1946 : Glaube an mich
- 1947 : Amour et Musique
- 1948 : Die Verjüngungskur
- 1948 : Verlorenes Rennen (de)
- 1949 : Liebling der Welt (de)
- 1949 : Märchen vom Glück (de)
- 1950 : Le Quatrième commandement
- 1950 : Auf der Alm, da gibt’s koa Sünd
- 1951 : Le Paysan allègre
- 1951 : Valentins Sündenfall
- 1952 : On se tirera d'affaire (de)
- 1952 : Die Wirtin von Maria Wörth
- 1953 : Das letzte Aufgebot
- 1953 : Der Verschwender
- 1953 : Die Todesarena
- 1954 : Le Premier Baiser